# Парашут
Парашутът (френски parachute, от италиански para, parare – отбивам, защитавам и френски chute – падане) е устройство, осигуряващо меко приземяване на хора и предмети от въздуха на земната повърхност.

## История
Преди повече от 2 хиляди години римският поет Овидий написа в своята поема „Метаморфози“:
| „ | ...а после скочи от една скала. Всички мислеха – ще се убие! Но той разпери над себе си бяло платно като крило и слезе плавно като лебед... | “ |

В Грузия са открити останки на кули, от които мъжете скачали на празненствата с големи чадъри. Руски и френски пътешественици, посетили двора на сиамския крал през Средновековието, описват скоковете на придворния акробат, който пред изумените им очи се спускал с чадър от най-високата кула на двореца и оставал невредим.
Първото автентично изобретение на парашута принадлежи на гениалния италианец Леонардо да Винчи. През 1483 г. той е нарисувал скица на пирамидален парашут. В книгата си „Атлантически кодекс“, написана в годините 1483 – 1518 г., той смело заявява:
| „ | Ако човек има палатка от колосано платно с ширина 12 лакти и с височина 12 лакти, той може да се хвърли от всякаква голяма височина без опасност за себе си. | “ |

Въпреки че аеродинамиката тогава не е съществувала, данните са точни. Те даже отговарят на съвременните парашути и теоретически скокът с изобретението на Леонардо да Винчи би бил безопасен.
За изобретател на парашута се счита Фауст Вранчич от Хърватия. През 1597 г. той е скочил от камбанария с височина 87 m на пазарния площад в Братислава.
Два века по-късно, катастрофите с първите балони налагат създаването на изобретение за спасяването на въздухоплавателите. През 1783 г. френският физик Ленорман скача от кулата на една обсерватория, остава невредим и нарича приспособлението си „парашут“ (преведено – „против падане“). Две години по-късно аеростатът на друг французин – Жан Пиер Бланшар, се скъсва и той извършва първия в историята скок от летателен апарат. На 3 октомври 1785 г. той спуска от балон с горещ въздух куче, а на 23 август 1786 г. – овца с парашут.
Първият човек, който доброволно скача с парашут (от балон), е французинът Андре-Жак Гарнерен. Това се случило на 22 октомври 1797 г. Неговият скок от самоделен водороден балон от височина 400 m над парижкия парк Монсо е първият парашутен скок в Европа.
В началото на XX век германката Кете Паулус изобретява сгъваемия парашут. Тя е една от първите жени-парашутисти.
Появява се и самолетът. Не е възможно използването на парашут, който да виси отвън, както е при балоните. Така идва историческата 1911 година. Руският запасен артилерийски поручик Глеб Евгениевич Котелников създава първия в света раничен парашут. Той представлява неголяма, надяваща се на гърба металическа раница, в която се намирало легло, монтирано на две спирални пружини. Върху леглото се скатавали въжетата, а върху тях – куполът на парашута, който бил от коприна с диаметър 7 m и 40 cm, съшит от 24 трапецовидни сектора. Когато летецът напускал самолета, той издърпвал шнур, капакът на раницата се отварял и пружините изтласквали купола навън. Парашутът е наречен РК-1 или „Ранцевый Котелникова – модель первая“, и е патентован от Котелников през 1912 г.
Новината за забележителното руско изобретение се разпространява бързо. В Петербург пристигат множество представители на чуждестранни фирми. Един от тях – французитът Ломач, успява да се добере до чертежите и до първите образци на руския парашут. Твърде скоро точните копия на раничния парашут на Котелников се появили във Франция, а след това и в САЩ. Същевременно, въпреки огромните му усилия, руският изобретател не успява да убеди царските генерали за необходимостта от новия парашут, независимо че в началото на 1917 г. са направени 65 успешни скока. Изобретението е отхвърлено като „ненужно“. То щяло да направи руските летци страхливци и да им даде възможност вместо да приемат въздушния бой, да напускат по всяко време самолета.

## Системи
Съществуват два типа парашути: с кръгъл купол (кръгъл парашут) и с правоъгълен (или елиптичен) купол (летящо крило).

### Кръгъл парашут
По-старите кръгли парашути намаляват скоростта на падането преди всичко за сметка на съпротивлението на въздуха. Те имат форма на полусфера, в долната част на която са закрепени въжетата, на които виси парашутистът или товарът. За стабилизиране на падането в горната част на купола обикновено има отвор, през който излиза въздухът. По този начин се предотвратява люлеенето на парашута.
Съществуват и модели квадратни парашути, като например ПД 47, дълго време на въоръжение в българската армия. Има и стотици модели спортни парашути, при които от купола се изрязват по един, два, три сектора, а на това отгоре се добавят и най-различни козирки, докато съоръжението изобщо не е кръгло, а сложна форма с различни компоненти. Например – чешкият ПТЦХ.

### Летящо крило
Съвременните парашути „летящо крило“ намаляват скоростта на падане благодарение на подемната сила на насрещния въздушен поток. Тяхното сечение съответства на профила на крило на самолет.

## Съставни части на парашутната система
- подвесна система с раница,
- основен парашут,
- запасен (резервен) парашут,
- осигуряващ прибор.

### Подвесна система
Подвесната система е предназначена да:
- свърже парашута с парашутиста;
- разпредели равномерно натоварването върху тялото на парашутиста;
- осигури удобно разположение на парашутиста при снижаване и приземяване.
- паракорд, здраво и леко найлоново въже, което през Втората Световна война се е използвало в подвесните системи на американските парашути

### Раница
Раницата е предназначена да съхранява сгънатите основен и резервен парашути. Тя има отварящо приспособление, което позволява да се извърши:
- ръчно отваряне на основния парашут с помощта на мек издърпващ парашут,
- ръчно отваряне на резервния парашут,
- автоматично отваряне на резервния парашут от осигуряващия прибор,
- принудително отваряне на резервния парашут при откачане на основния купол от парашутиста.

#### Основен парашут
Служи за управляемо снижаване и безопасно приземяване на парашутиста.

#### Запасен (резервен) парашут
Служи за безопасно приземяване на парашутиста при пълно или частично неразтваряне на основния парашут.
Запасният парашут се сгъва от специално обучени хора – ригери.

#### Осигуряващ прибор
Осигуряващият прибор служи за автоматично отваряне на запасния парашут в случай, че парашутистът по една или друга причина не е успял да отвори основния парашут. Най-простите уреди са механични и трябва преди всеки скок да се привеждат в работоспособно състояние. Тяхното сработване става на определена височина или след изтичане на определено време. Най-съвършените прибори са електронните. Те са способни да отчитат не само височината, на която се намира парашутистът, но и неговата скорост. Освен това, през цялото време те отчитат и промените във въздушното налягане, за да изключат отражението му върху измерването на височината.

### Разновидности на парашутния спорт
- Класически парашутизъм (комплекс от индивидуална акробатика и точност на приземяване)
- Групова акробатика и построяване на формации
- Куполна акробатика
- Фристайл
- Фрифлай
- Авиационна фотография
- Бърдмен Летене с крилат костюм
- BASE jumping
- Скайсърфинг